# Плиткорез

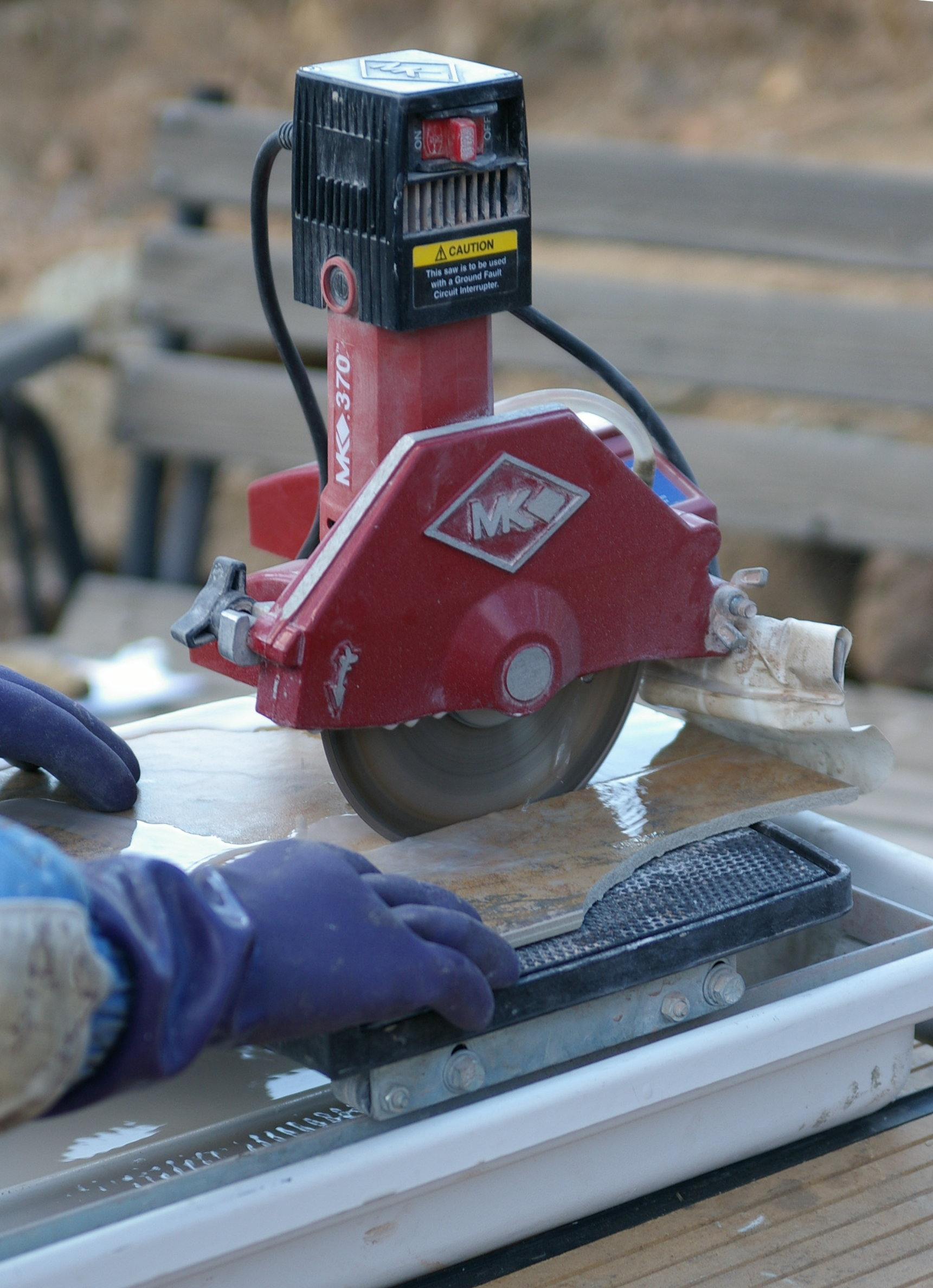
Пила для резки плитки

Плиткорез — общее название семейства инструментов (станков) для прямой, фигурной резки и  разламывания керамической плитки.

## Классификация

#### Ручной инструмент

Ручной инструмент по принципу действия аналогичен стеклорезу, он имеет ограничения по толщине плитки. Резцом производится надрез глазури, затем разлом по надрезу. Представляет собой зажим для плитки по типу плоскогубцев с встроенным стеклорезом.
Настольный инструмент. В дополнение к собственно резаку содержит направляющие для ровного реза и иногда — приспособления для резки круглых отверстий в плитке.

#### Механизированный стационарный инструмент
Обычно представляет собой разновидность циркулярной пилы с алмазным режущим диском и системой подачи воды к диску.
Встречаются ленточные плиткорезы, представляющие собой ленточную пилу с алмазной режущей лентой и системой подачи воды.